# 松山市立雄郡小学校
松山市立雄郡小学校(まつやましりつ ゆうぐんしょうがっこう)は、愛媛県松山市にある市立小学校。
全校生徒
435人(令和3年)

## 沿革
- 1877年（明治10年）：温泉郡小栗村に雄群学校創立（現在の雄郡神社内）。
- 1885年（明治18年）：小栗学校と合併し、小栗尋常小学校と改称。
- 1919年（大正8年）：小栗6丁目（現在の小栗公園）に移転。
- 1934年（昭和9年）：藤原尋常小学校と合併。現在地（松山市藤原町1）に移転
- 1945年（昭和20年）：松山大空襲により校舎全焼。
- 1988年（昭和63年）：校訓制定「元気に やさしく 学んで 美しく」[2]

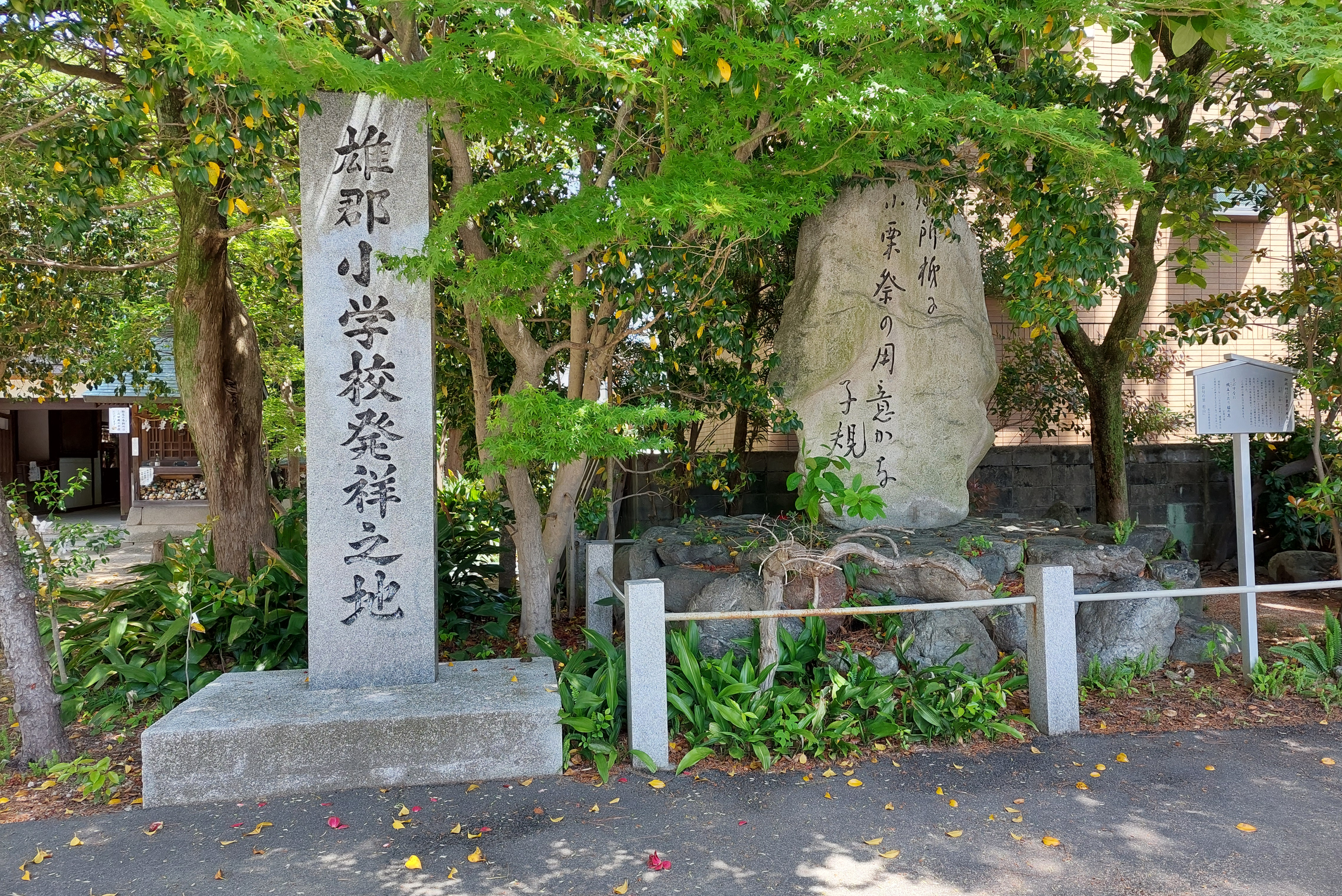
雄郡小学校発祥之地碑と正岡子規の句碑
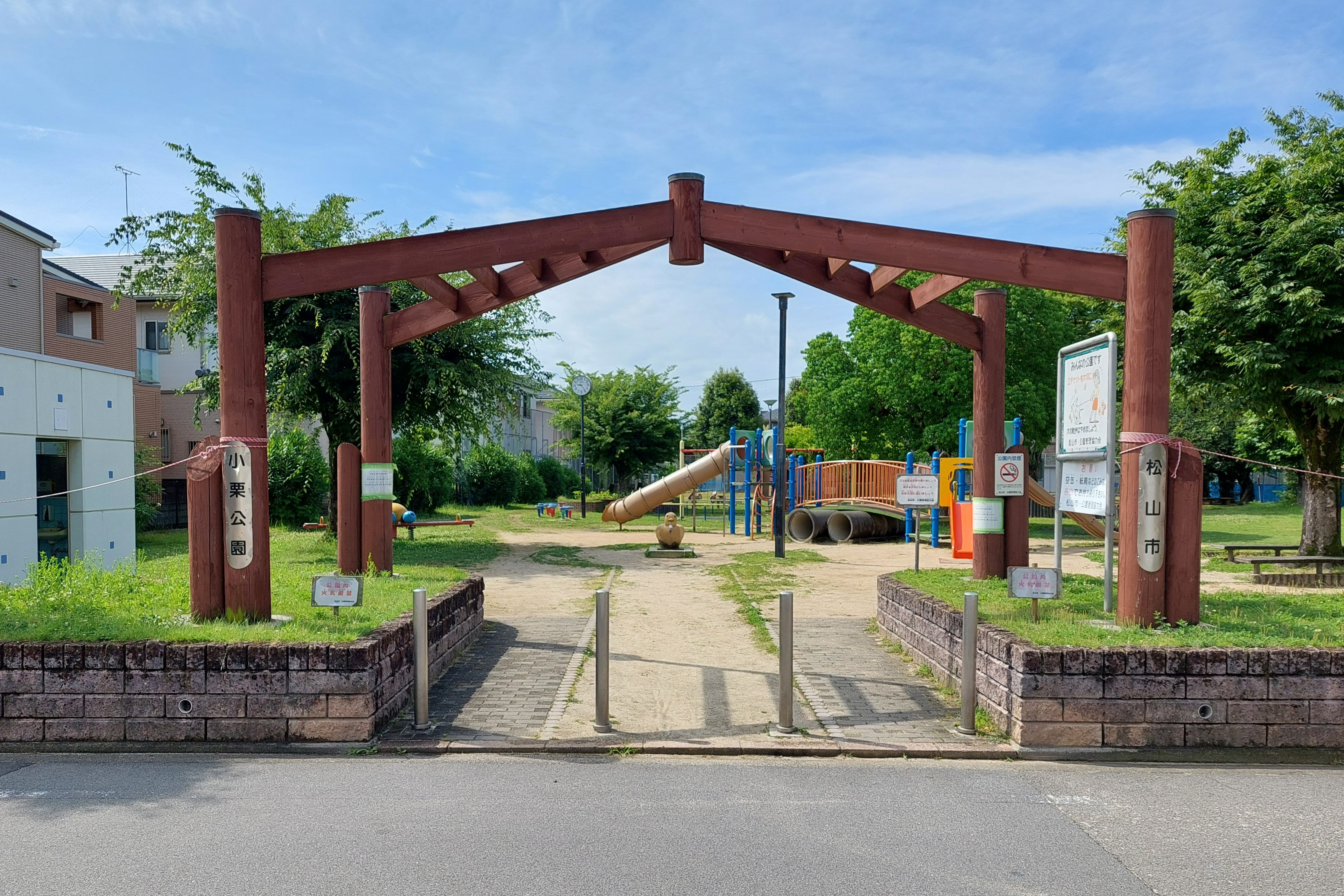
小栗公園

## 周辺施設
- 伊予鉄道郡中線土橋駅（徒歩4分）
- 愛媛県立松山工業高等学校
- 愛媛県立中央病院